# Dorothée de Saxe
La princesse Dorothée de Saxe (7 janvier 1591 - 17 novembre 1617) règne comme princesse-abbesse de Quedlinbourg, de 1610 jusqu'à sa mort.
Dorothée est née à Dresde de Christian Ier de Saxe, et de son épouse la princesse Sophie de Brandebourg. 

## Règne
Le 18 avril 1610, Dorothée est élue successeur de la princesse-abbesse Marie de Saxe-Weimar. Le patron de l'abbaye et de la principauté à l'époque est le frère de Dorothée, Christian II de Saxe. L'empereur Rodolphe II confirme son élection le 19 juillet.
Le court règne de Dorothée se déroule sans incident. Elle accorde des droits supplémentaires à la ville de Quedlinbourg et augmenté le revenu des prédicateurs et des enseignants.
La princesse-abbesse est décédée subitement à Dresde lors d'une visite à son frère. Elle est enterrée à la cathédrale de Freiberg. Comme elle n'avait pas choisi sa coadjutrice, le chapitre a élu la comtesse palatine de Anna Sophia de Zweibrücken-Birkenfeld.